# Försöksvotering
Försöksvotering kallas den omröstning (utan exakt rösträkning) som en beslutande församling kan använda sig av som ett tydligare, visuellt komplement till acklamationsförfarandet (till exempel genom handuppräckning eller uppresning) utan att behöva tillgripa exakt rösträkning, vilket annars riskera att ta längre tid i anspråk.
Försöksvotering kan fungera som ett sätt att minska risken för s.k. okynnesvotering (d.v.s. när omröstning med rösträkning begärs för att ställa till besvär) eftersom det efter resultatet av en försöksvotering kan bli uppenbart att ett eller flera förslag helt saknar tillräckligt stöd. Dock kan det finnas andra orsaker till att rösträkning begärs, se vidare artikeln om omröstning.
I vissa beslutande församlingar har ordförande rätt att själv tillgripa försöksvotering, medan i andra krävs att förfarandet med försöksvotering godkänns av församlingen för att det ska kunna genomföras. Begär någon omröstning med rösträkning ska dock detta ske.